# Sematophyllum danckelmannii
Sematophyllum danckelmannii är en bladmossart som beskrevs av Brotherus 1925. Sematophyllum danckelmannii ingår i släktet Sematophyllum och familjen Sematophyllaceae. Inga underarter finns listade i Catalogue of Life.